# 日本考

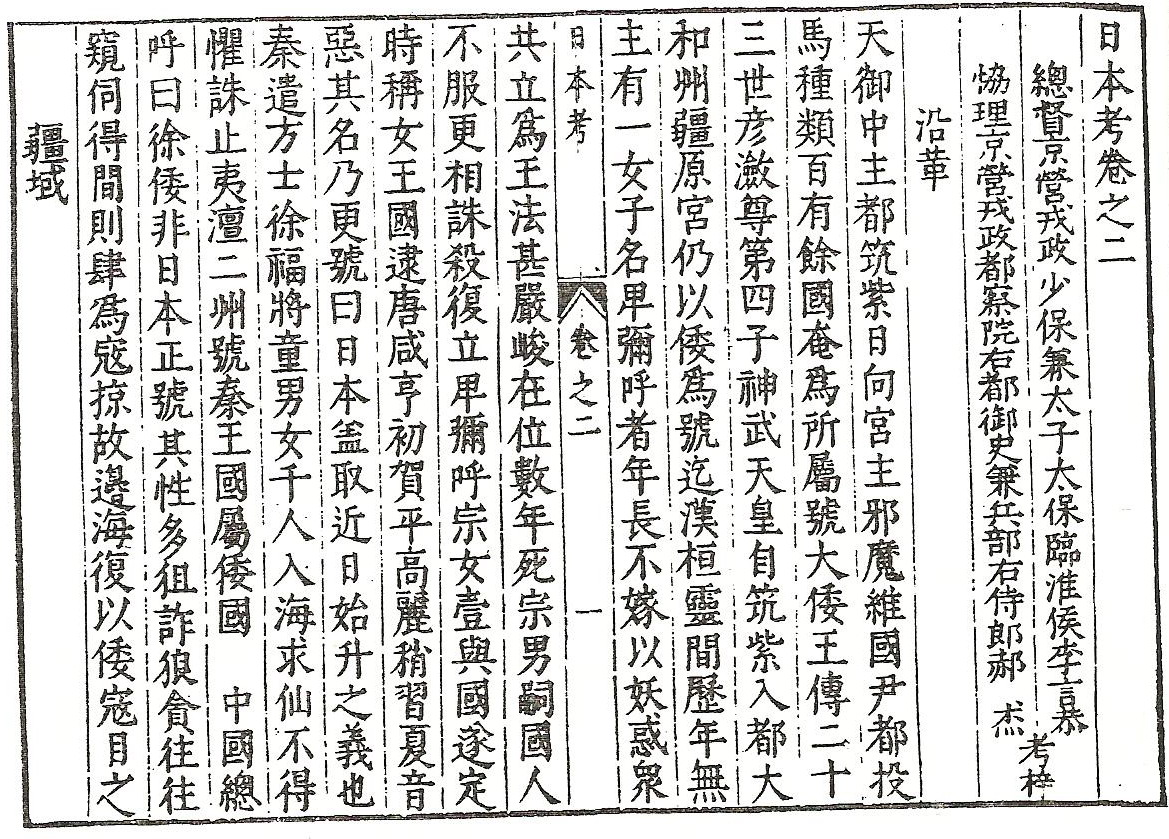
《日本考》明萬曆刻本書影

《日本考》，中國明代時期的日本專門著作，由李言恭、郝杰同撰，成書於萬曆年間。本書編寫時，正值朝鮮壬辰衛國戰爭初期，日本加緊侵略朝鮮，明朝對此加以干涉，兩位作者為當時的高級將領，編寫本書時基本上是傳聞及舊史而非二人的親歷記錄，但亦有若干資料，是從到過日本的人那裡蒐集。本書在明代有關日本的專門研究著作中，受到相當重視。

## 本書的作者及編撰
本書兩位作者李言恭及郝杰，為中國明代人，曾歷經朝鮮壬辰衛國戰爭。李言恭，萬曆年間襲封臨淮侯，曾守備南京，督京營戎政。壬辰戰爭爆發時，他的兒子李宗城曾為石星所薦充當使節與日軍談判，但兩度逃歸而下獄論戍。郝杰的履歷則較豐富，曾任御史、畿輔巡撫、陝西副使、山西左布政使、遼東苑馬寺卿兼海道兵備、山東按察使，1589年（萬曆十七年）任右僉都御史，巡撫遼東，後來進右副都御史。壬辰戰爭時，遷兵部右侍郎，協理京營戎政，右都御史。因反對和議被徙到南京，後來任戶部尚書、工部尚書。
至於二人合撰本書的原因，據《四庫全書總目·存目題要》所提及，乃是由於壬辰戰爆發時，李言恭正任督京營戎政，郝杰任右都御史，有鑑於日本為患，於是共摭所聞，寫成此書。至於本書的取材，現代學者汪向榮認為，基本上是利用當時所聽到的一些傳聞和舊史裡的記載，加以分類排比而成，而非兩人的親歷記錄，但亦不能說其中沒有從到過日本的人那裡蒐集的第一手材料。

## 內容篇幅
- 日本國圖：為日本國的簡略地圖。
- 卷之一：包括「倭國事略」、「畿內部」、「驛」、「戶」、「課」、「寇術」、「倭戶」等多篇有關日本國情況的記述。
- 卷之二：包括「沿革」、「疆域」、「畿內郡島」、「國王世傳」、「朝貢」、「法度」、「婚姻」、「喪事」、「貿易」、「時令」、「出海通番」、「商船所聚」、「三教」、「九流」、「百工器械」、「娼優隸卒」等等有關日本史地、對外關係、社會風俗各方面的記述。
- 卷之三：包括「字書」、「以路法四十八字樣」及「歌謠」三項，介紹日本字母。
- 卷之四：介紹日本語的「語音」，包括「天文」、「時令」、「地理」、「人物」、「數目」、「農具」、「武具」、「菜蔬」等等五十六類，完全是有關各方面的日本語詞彙。
- 卷之五：包括「文辭」」、「詩賦」、「山歌」、「琴法」、「琴譜」、「棋格」、「征行所禁」，收錄了用漢語、日本語寫成的詩詞文章，以及琴棋、出征出行的禁忌等等。

※以上各項，主要參見《日本考》全書。另外，據現代學者汪向榮的說法，本書裡收錄的詩賦，並非日本人所作，而是其他國家的人士（例如琉球國人），可能是誤收，也可能作者對當時流傳的外國人詩賦，沒有認真對待，任意收錄所致。

## 學術價值
在近現代，有學者認為本書所記的日本資料，尚未夠完善，但已經可補明代人對日本知識的不足，甚至有所獨創。學者謝國楨認為，本書收錄的日本地區地圖「方向莫明」，而記載的日本史事又「未如《明史》之詳審」，但「民物、風俗、語言、文字，實可補《明史》之未備」。，另一位學者汪向榮亦認為，在明代有關日本研究的書刊中，優於本書的著述是有的，而本書中的民物風俗、語言文字之所述，亦有其所本。但本書有其獨創之處，足為當代人所師法。到了現代，在研究明代中日關係時，本書仍有其參考價值。

## 流傳及出版情況
本書早於大約1592年（萬曆二十年）農曆七月至1593年（萬曆二十一年）十月之間付梓刻印。大約在同時，有一本名為《日本風土記》，撰者為侯繼高的書籍刻印出版，而其內容、版式和字體與本書卻完全相同，可以說是「一書二刻」
到了二十世紀三十年代，北平圖書館曾用萬曆刊本影印出版，列入《善本叢書》中。在日本，則有渡邊三男的《譯註日本考》。。其後，上海古籍出版社出版的《續修四庫全書》及濟南齊魯書社1996出版的《四庫全書存目叢書》，出版了本書的影印本。
在校注整理版本方面，則有北京中華書局1983年出版的汪向榮、嚴大中校注本，後來與《唐大和上東征傳》合訂出版。

## 外部連結
- （中文）. （原始内容存档于2013-01-01）.